# پایین‌افتادگی احشا
پایین افتادگی احشاء (به انگلیسی: Visceroptosis) همچنان‌که از اسمش پیداست به معنای پایین تر بودن اعضاء داخلی شکم (روده و معده و...) از محل طبیعی آن‌ها می‌باشد. هر کدام از این ارگان‌ها ممکن است به پایین جابجا شوند. وقتی روده‌ها پایین باشند به عنوان enteroptosis شناخته می‌شود. وقتی معده پایین باشد به عنوان gastroptosis شناخته می‌شود. این بیماری در درجات مختلف شدت وجود دارد و ممکن است علائمی داشته باشد. این بیماری در سرتاسر دنیا مشاهده شده‌است.

## علائم
علائمی که ممکن است وجود داشته باشند عبارت است از:
- کمبود اشتهاء
- سوزش سینه
- هضم ناقص عصبی
- یبوست
- اسهال
- باد کردن شکم
- سر درد
- سرگیجه
- لاغری شدید
- بی خوابی

یکی یا تمامی علائم ممکن است مشهود باشند.

## تشخیص
روشی به اسم Glénard's test  می‌تواند وجود این بیماری را نشان دهد، اما قطعی نیست.
آزمایشگر در پشت بیمار می‌ایستد و دستان خود را دور بیمار قرار می‌دهد طوری که دو دستش در جلوی شکم بیمار به هم برسد. بعد احشاء بیمار را به داخل فشار داده و به سمت بالا می‌کشد، بعد اجازه می‌دهد که ناگهانی سقوط کنند. اگر بیمار حین فشار رو به بالا احساس راحتی بکند اما حین رها کردن احساس ناراحتی بکند، بیمار می‌تواند پایین افتادگی احشاء داشته باشد.